# Storybook Land Canal
Storybook Land Canal et Le Pays des Contes de Fées sont deux attractions de type croisière tranquille situées respectivement à Disneyland en Californie et au parc Disneyland en France.

## Histoire et concept
Storybook Land Canal et Le Pays des Contes de Fées sont les deux versions du même concept d'attraction.
Ces attractions sont des voyages à bord de petits bateaux, le long de décors miniatures à l'échelle 1/12 représentant des scènes des contes de fées. Après être sorti de la zone d'embarquement, les scènes inspirées des contes de fées et accompagnées de musique s'agencent de part et d'autre du canal.
L'attraction partage son parcours fluvial avec une voie de chemin de fer miniature nommée Casey Jr Circus Train à Disneyland et Casey Jr. - Le petit train du cirque au parc Disneyland.
Le concept remonte aux plans de Walt Disney pour un « petit parc magique » en face des Walt Disney Studios Burbank en Californie. Ce petit parc d'attractions jamais réalisé, à l'échelle réduite, présentait une promenade en bateau parmi ses attractions.
Lors de l'élaboration des plans de Disneyland en Californie, il devait y avoir un Lilliputianland, inspiré par Madurodam, le parc de miniatures aux Pays-Bas que Walt Disney visite à l'été 1951 tout comme les jardins de Tivoli à Copenhague où il se rend le 5 juillet 1951. Ceux-ci sont une source d’inspiration pour Disneyland. Ces deux visites sont confirmées par « l’amiral » Joe Fowler, qui est pendant des années l’un des plus proches collaborateurs de Walt. Selon lui, il existe deux parcs européens que Walt a toujours mentionnés : Madurodam et Tivoli.
Cependant, la technologie n'existait pas encore pour créer les figures animées miniatures qui habitaient le village lilliputien. L'attraction ouvre alors sous le nom de Canal Boats of the World et présente plusieurs dysfonctionnements. Il s'agissait d'un voyage à travers les miniatures des grands sites du monde, principalement européens, mais le temps et l'argent empêchèrent son achèvement. Canal Boats of the World détient le record de l'attraction Disney ayant fermé le plus rapidement, au bout de soixante et un jours. Sur certains concepts, l'attraction devait accueillir une montagne en sucre d'orge et les personnages du Magicien d'Oz. Certains bâtiments miniatures de l'attraction de Californie sont les maquettes de projets de lands supplémentaires nommés Lilliputianland et Land of Oz, jamais construits.
Parmi les imagineers ayant participé à l'attraction, on peut citer Ken Anderson.

## Les attractions

### Disneyland

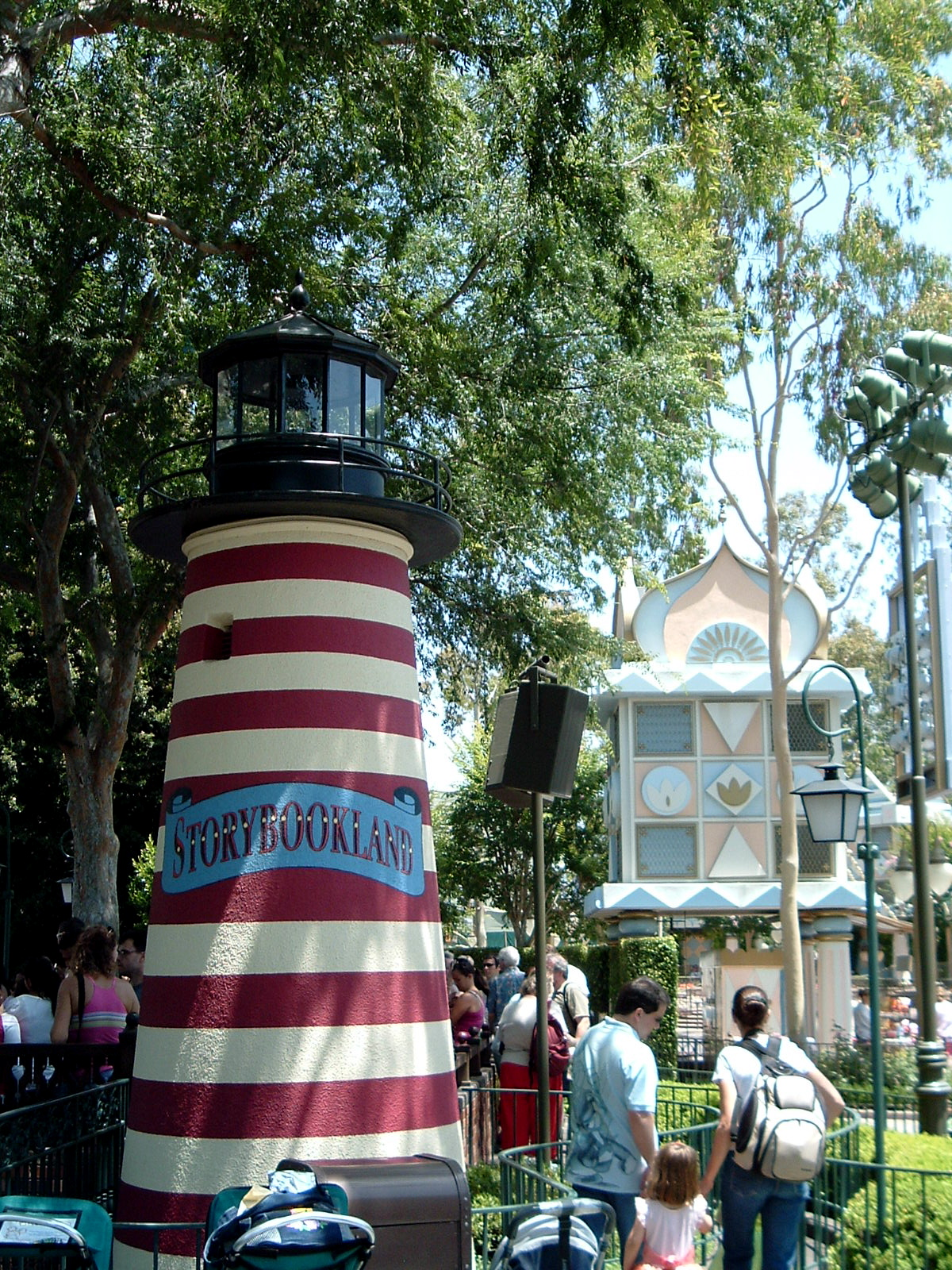
Phare à l'entrée de l'attraction, reproduction de la billetterie de l'attraction originale.

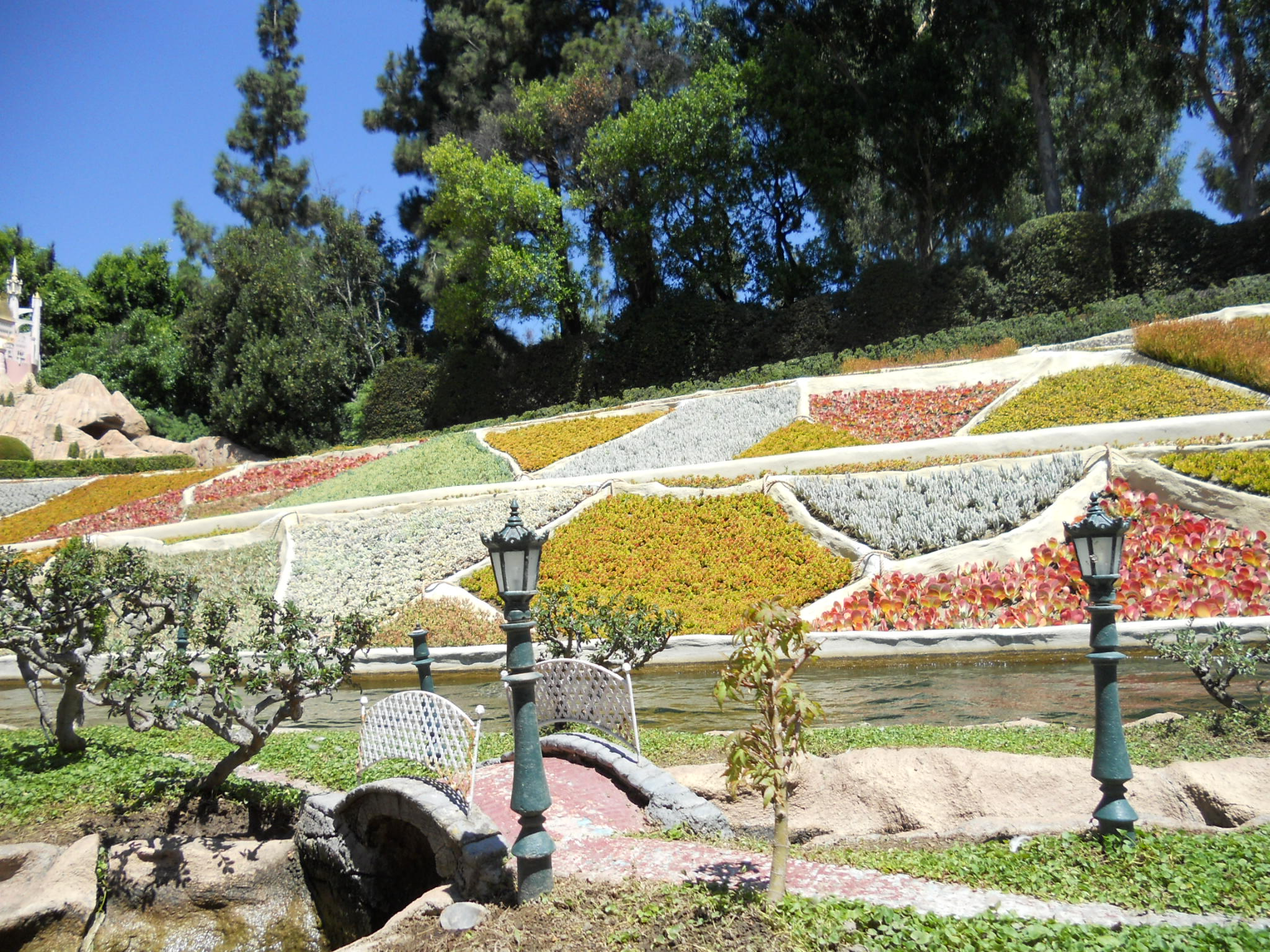
« La couette de patchwork du géant ».

L'attraction s'appelle d'abord Canal Boats of the World et comprend des reproductions de monuments du monde entier, principalement européennes, indépendantes des films de Disney. C'est en juin 1956 que son concept et son nom sont revus.
Le circuit aquatique de l'attraction prend la forme d'un huit étiré en son centre et coupé par les cinq ponts ferroviaires de Casey Jr Circus Train. L'entrée se fait par l'est et fait face à un parterre fleuri incliné portant le nom de l'attraction. Elle comprend de nombreux bonsaïs dont l'un a été planté par Walt Disney, dans le village alpin de Pinocchio. Les bateaux motorisés sont des répliques réduites de bateaux néerlandais, anglais et français. Un guide costumé commentant la traversée se trouve à la poupe de l'esquif, au-dessus du moteur. Le parcours est surplombé par la miniature du château de Cendrillon.
- Ouverture :
  - Sous le nom Canal Boats of the World : 17 juillet 1955 (avec le parc ; fermé le 16 septembre 1955)[3],[6].
  - Sous le nom Storybook Land Canal : 16 juin 1956[7],[8].
- Rénovation importante : 30 juin - juillet 1994[8].
- Nombre de bateaux : 13, baptisés de personnages féminins de Disney exception faite de Fleur, le putois de Bambi
- Capacité des bateaux : 12 personnes[1].
- Durée : 7 min[1].
- Ticket requis : D
- Type d'attraction : croisière lente avec décors
- Situation : 33° 48′ 50″ N, 117° 55′ 08″ O

 Cette attraction a ouvert avec le parc Disneyland, c'est une attraction du Disneyland d'origine

#### Les scènes
La première scène est inspirée du film Pinocchio et présente l'énorme gueule de l'animal marin Monstro à l'intérieur de laquelle le bateau passe. Le visiteur peut noter que les yeux de la créature aquatique se ferment à intervalles réguliers. La portion centrale de la rive nord est nommée « La couette de patchwork du géant » (The Giant's patchwork quilt). Composée de multiples parterres végétaux géométriques et colorés, elle fait référence au court métrage d'animation Au pays de la berceuse (Lullaby Land),.
L'attraction est régulièrement mise à jour pour intégrer les nouvelles productions de Walt Disney Pictures. Certaines scènes sont retirées pour la « bonne cause ». Les modifications les plus notables sont par exemple la construction du palais du Sultan d'Aladdin en lieu et place du Toad Hall de La Mare aux grenouilles lors d'une rénovation majeure réalisée en 1994. Toad Hall est revenu l'année suivante en un autre endroit. Les trois moulins à vent hollandais symbolisant le court métrage d'animation Le Vieux Moulin sont supprimés pour l'installation de la scène de La Reine des neiges inaugurée le 20 décembre 2014. Les moulins à vent sont mis en réserve par Walt Disney Imagineering.
- Monstro[note 4] du long métrage d'animation Pinocchio.
- Les maisons de Nif-Nif, Naf-Naf et Nouf-Nouf et de Grand Loup du court métrage d'animation Les Trois Petits Cochons[note 5].
- Un village anglais, avec une église et le terrier du Lapin blanc du long métrage d'animation Alice au pays des merveilles.
- London Park du long métrage d'animation Peter Pan. Cette scène se trouve au centre de l'attraction.
- La ville d'Agrabah, avec le palais du Sultan du long métrage d'animation Aladdin[note 6].
- La chaumière des nains et la mine du long-métrage d'animation Blanche-Neige et les sept nains.
- Le manoir, le village campagnard français et le château aux toitures dorées du long métrage d'animation Cendrillon.
- Toad Hall de M. Crapaud du moyen métrage d'animation La Mare aux grenouilles[note 7].
- Le village d'Arendelle, avec le château d'Anna et Elsa et le palais de glace d'Elsa du long métrage d'animation La Reine des neiges.
- Le village alpin, avec l'échoppe de Gepetto du long métrage d'animation Pinocchio.
- Le château en bord de mer du Prince Éric et le château sous-marin du Roi Triton, partiellement caché derrière une cascade, du long métrage d'animation La Petite Sirène.

### Parc Disneyland Paris
L'attraction prend la forme d'un huit étiré en son centre et coupé par les quatre ponts ferroviaires de Casey Jr. - Le petit train du cirque.
La version parisienne est exempte de pilote, les embarcations se meuvent grâce à la technique du Tow boat ride. Pour monter à bord des bateaux, les visiteurs doivent emprunter un pont qui les mène au centre d'une plate-forme en rotation autour de laquelle se placent les bateaux. Un livre de conte de fées géant est posé sur une écritoire au nord de la plate-forme. Les végétaux sont représentés également par de nombreux bonsaïs proportionnés pour ces scènes miniatures.
La tête de Monstro de la version de Disneyland est remplacée par celle du Tigre servant d'entrée à la caverne d'Aladdin à mi-parcours. Le parcours est surplombé par la miniature du château de La Belle et la Bête.
- Ouverture : 3 avril 1994[10].
- Conception : Walt Disney Imagineering, Mack Rides[11]
- Modèle : Tow boat ride
- Nombre de bateaux : 16
- Capacité des bateaux : 12 personnes
- Durée : 5 min.
- Type d'attraction : croisière lente avec décors
- Situation : 48° 52′ 31″ N, 2° 46′ 29″ E

#### Les scènes

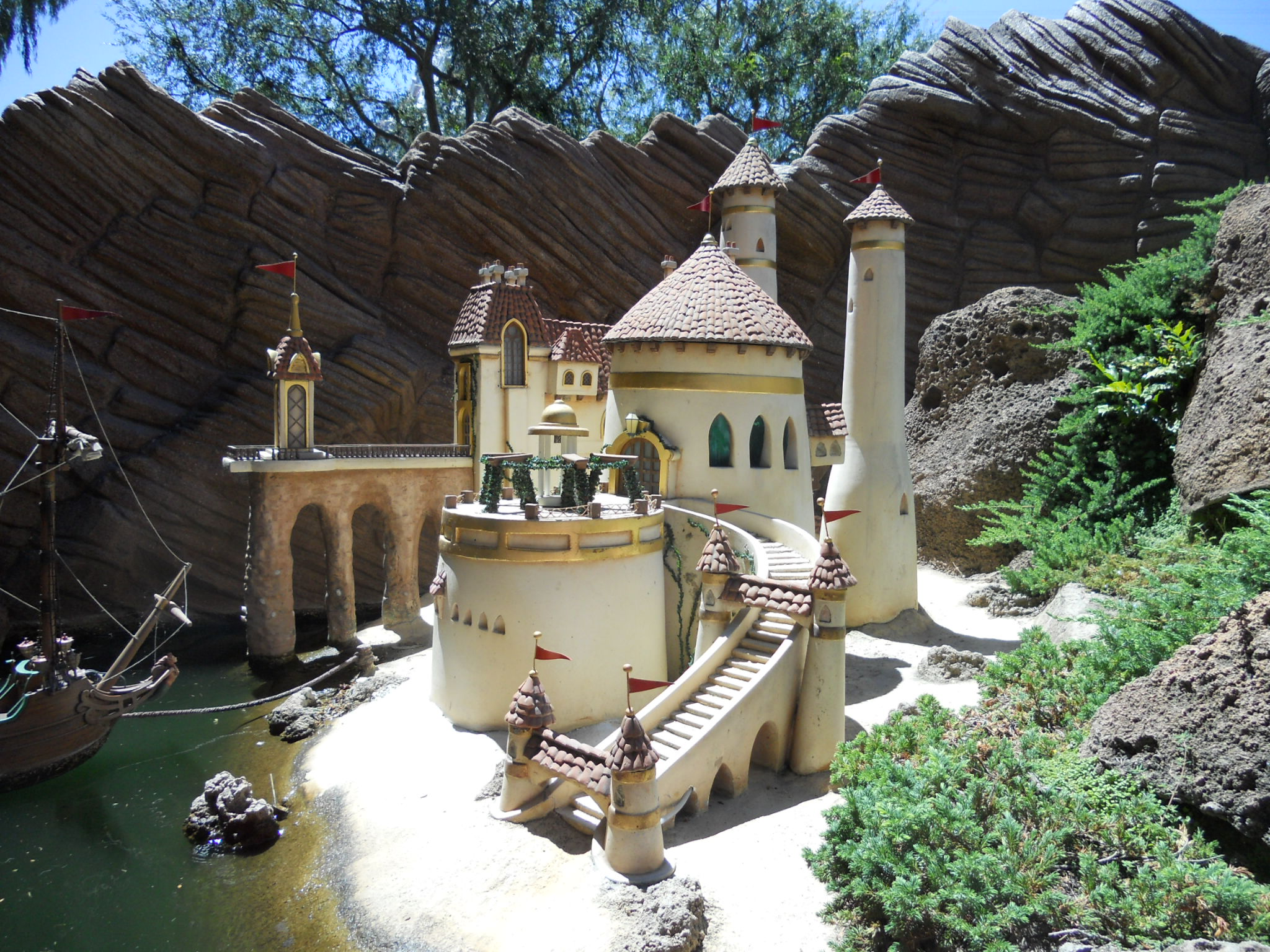
Château dans La Petite Sirène, ici le modèle de Disneyland.

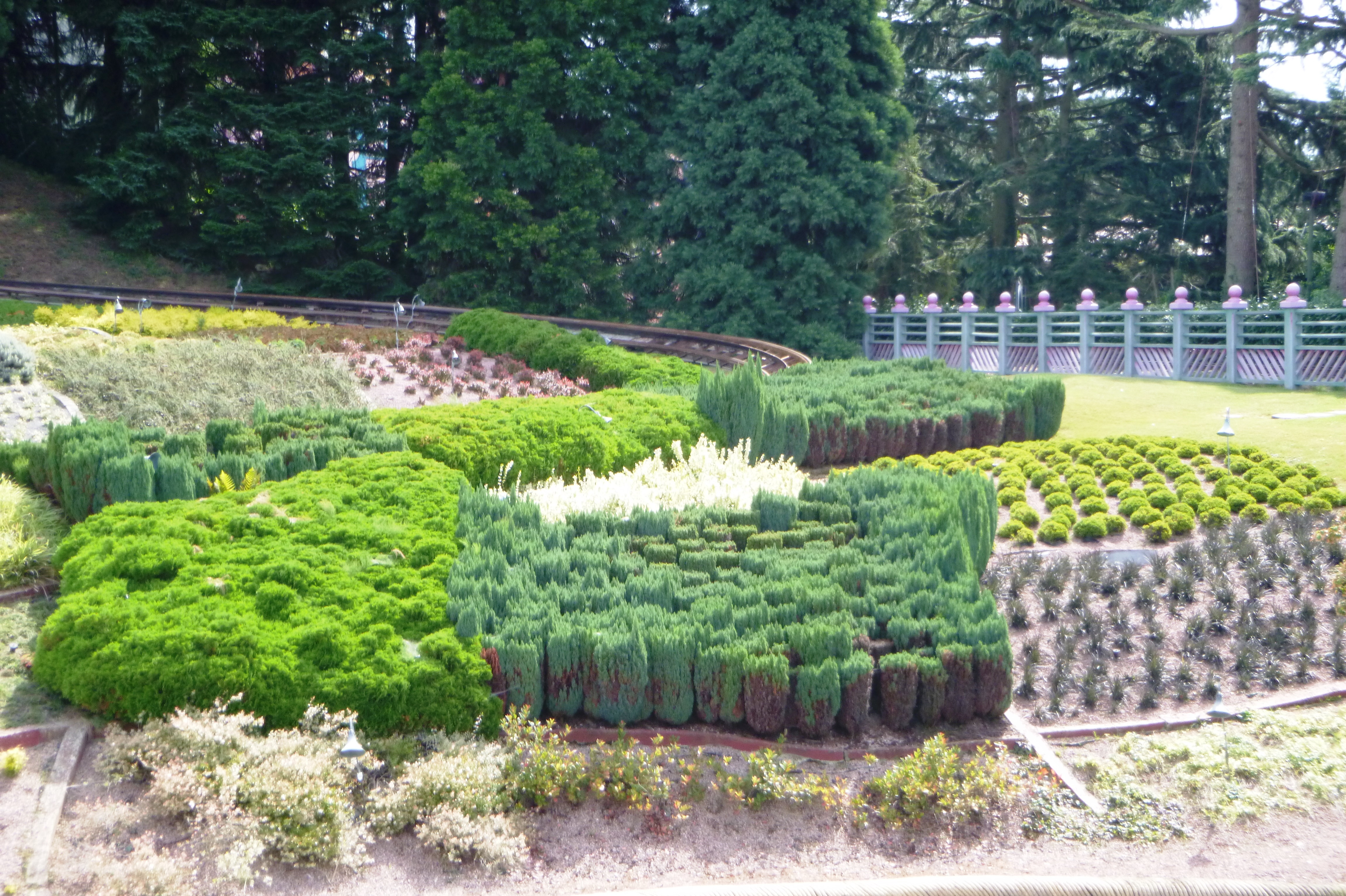
Plate-bande végétale aux multiples parterres végétaux géométriques de différentes teintes.

L'illustration sur le livre exagérément disproportionné voisin de la plate-forme d'embarquement est directement inspirée de l'esthétique du village du moyen métrage d'animation Mickey et le Haricot magique. Dans le prolongement du pont des passagers qui embarquent, une plate-bande végétale présente comme point commun avec « La couette de patchwork du géant » (The Giant's patchwork quilt) de l'attraction californienne sa composition de multiples parterres végétaux géométriques de différentes teintes. En décembre 2010, la tour du conte Raiponce est remplacée par une nouvelle qui correspond à l'aspect de celle du long métrage d'animation Raiponce, sorti le 1er décembre 2010 en Europe.
- La chaumière des nains et la mine du long-métrage d'animation Blanche-Neige et les sept nains.
- La tour du long métrage d'animation Raiponce.
- La maison de pain d'épices d'Hansel et Gretel[note 10].
- Le château en bord de mer du Prince Éric du long métrage d'animation La Petite Sirène.
- Le temple grec et le Mont Olympe, avec deux centaures de la séquence La Symphonie Pastorale[note 11]. Cette scène se trouve à la jonction du canal.
- Les paysages enneigés du court métrage d'animation Pierre et le Loup.
- Le village au pied du Mont Chauve de la séquence Une Nuit sur le Mont Chauve[note 12].
- La tête de Tigre servant d'entrée à la Caverne aux Merveilles, avec le trésor et la lampe du Génie se trouvant à l'intérieur, du long métrage d'animation Aladdin.
- L'épée d'Arthur emprisonnée dans l'enclume du long métrage d'animation Merlin l'Enchanteur.
- Le village de Belle surplombé par le château de La Bête du long métrage d'animation La Belle et la Bête.
- La Cité d'Émeraude du film Oz, un monde extraordinaire[note 13],[12],[13], suite non officielle du Magicien d'Oz.